# San Diego (Teksas)
San Diego – miasto w Stanach Zjednoczonych, w stanie Teksas, w hrabstwach Duval i Jim Wells. W 2000 roku liczyło 4 753 mieszkańców.